# Syndrome du voyageur
Le syndrome du voyageur est un trouble psychique généralement passager que rencontrent certains voyageurs confrontés à des aspects de la réalité du pays visité, par exemple l'abondance d'œuvres d'art (syndrome de Stendhal), de symboles religieux (syndrome de Jérusalem), ou l'écart entre des cultures. Il est différent du voyage pathologique au cours duquel un sujet entreprend un voyage motivé par un contexte psychiatrique.

## Caractères généraux
Le syndrome du voyageur est caractérisé par un certain nombre de symptômes psychiatriques comme des états délirants aigus, des hallucinations, un sentiment de persécution (conviction délirante d’être victime de préjudices, d’agressions, de l’hostilité d’autrui), une déréalisation, une dépersonnalisation, de l'anxiété, et également des troubles à expression corporelle comme des vertiges, une tachycardie, des sueurs, etc. 
En fait, le tableau clinique observé est assez variable, mais il a la caractéristique de survenir au cours d'un voyage qui confronte le voyageur à des choses inconnues de lui, qu'il n'a pas anticipées, alors que ces symptômes-là n'existaient pas avant le voyage et qu'ils disparaissent avec un retour dans le milieu habituel. Cela le différencie du voyage pathologique dans lequel ce sont des troubles psychiatriques préexistants qui conduisent à accomplir un voyage, généralement dans un contexte délirant.
Plusieurs syndromes du voyageur ont été décrits, dans différents contextes, avec des sources plus ou moins importantes.

## Syndrome de Stendhal

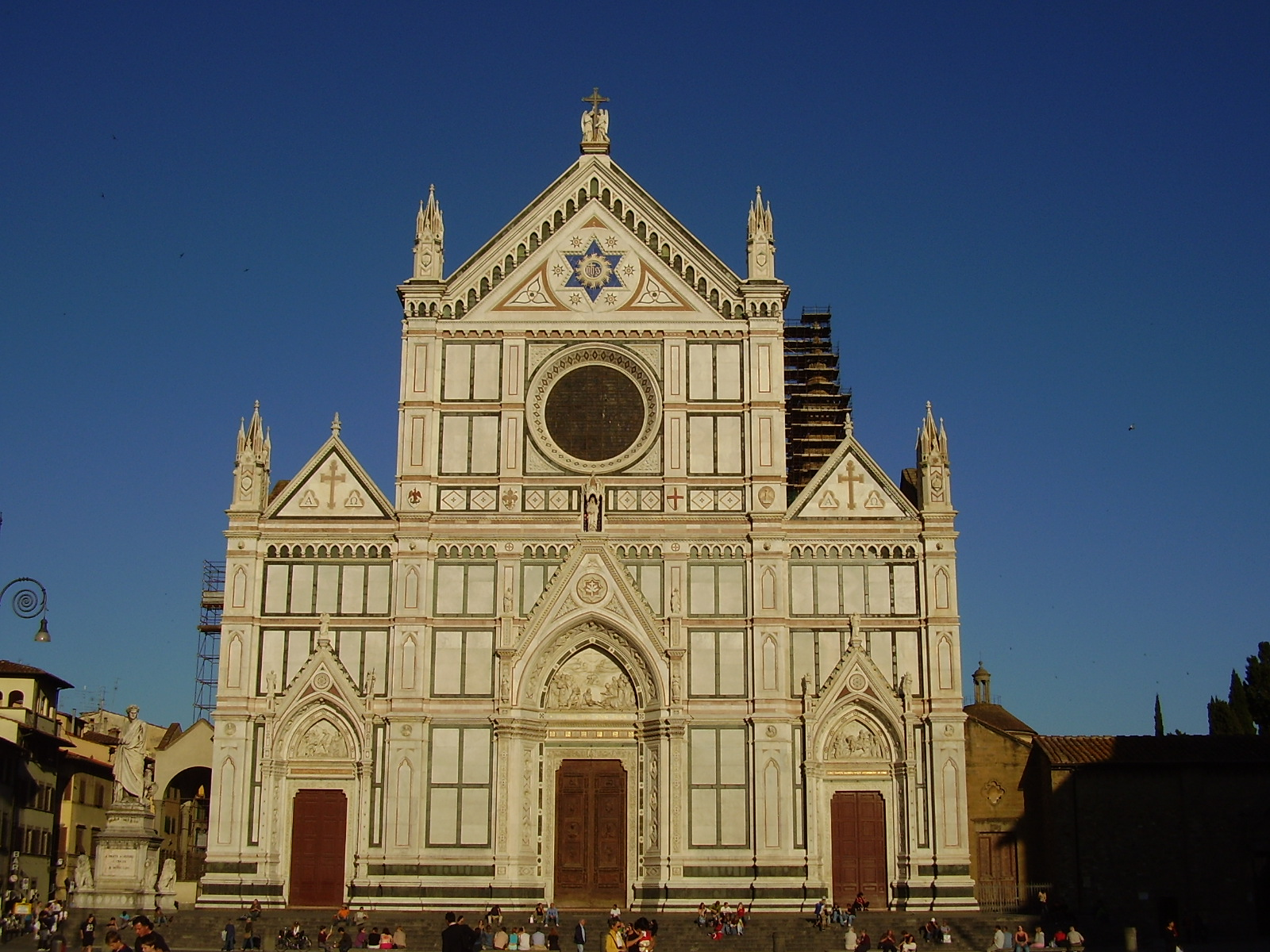
Basilique Santa Croce de Florence.

Également appelé « syndrome de Florence », il se manifeste chez des personnes qui, exposées à une abondance d'œuvres d'art, se retrouvent face à leur conception artistique et à la grandeur physique et morale des œuvres. Il a été décrit par Stendhal qui le premier, en 1817, dans ses Carnets de voyage, a fait la description de ce que lui-même a ressenti en sortant de la basilique Santa Croce à Florence.

« J'étais dans une sorte d'extase, par l'idée d'être à Florence, et le voisinage des grands hommes dont je venais de voir les tombeaux. Absorbé dans la contemplation de la beauté sublime, je la voyais de près, je la touchais pour ainsi dire. J'étais arrivé à ce point d'émotion où se rencontrent les sensations célestes données par les Beaux Arts et les sentiments passionnés. En sortant de Santa Croce, j'avais un battement de cœur, la vie était épuisée chez moi, je marchais avec la crainte de tomber. »

Aujourd'hui, les hôpitaux de Florence reçoivent toujours des patients présentant de tels états et le terme de « syndrome de Stendhal » fut  consacré par une étude publiée en 1992 par la psychiatre Graziella Magherini.

## Syndrome de Jérusalem

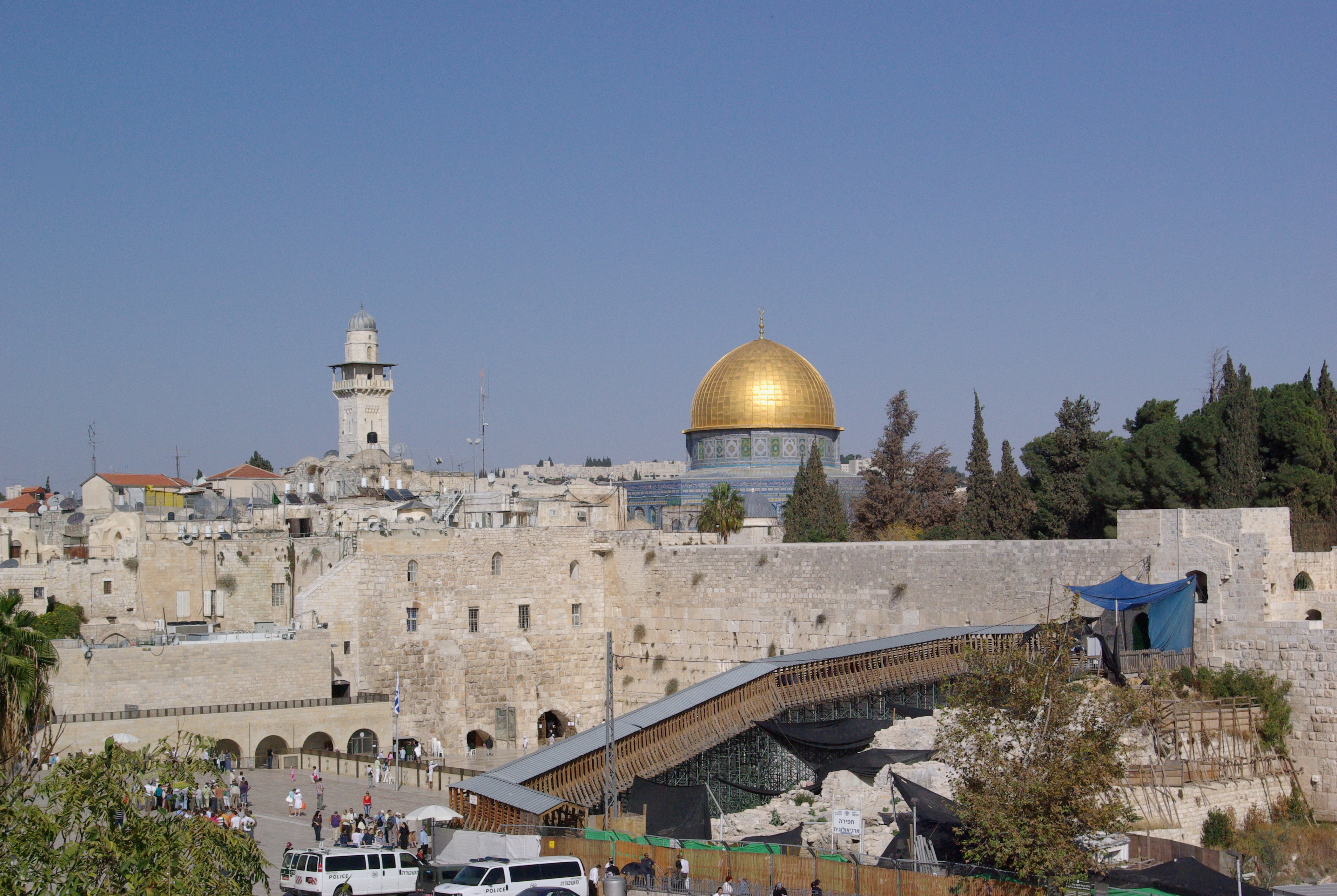
Jérusalem : Dôme et Mur des lamentations (Kotel).

Il s'agit d'une psychose aiguë qui est équivalente au syndrome de Stendhal, à ceci près qu'elle ne se rapporte pas aux œuvres d'art, mais au sens religieux révélé lors du pèlerinage de Jérusalem, la ville sainte des trois monothéismes. 
Le docteur Yair Bar-El, chef de clinique à l'hôpital psychiatrique Kfar Shaul (en), qui a diagnostiqué ce syndrome pour la première fois en 1993 et qui depuis, le prend en charge, attribue ces crises à la déception. Des pèlerins rêvent pendant des années de cette visite en Terre sainte mais la grande richesse archéologique de Jérusalem reflète surtout les périodes musulmane, turque, croisée et byzantine sans aucune trace de l'ère préchrétienne car la plupart des sanctuaires juifs et chrétiens ont été soumis à la destruction, à la transformation ou à la défiguration au cours de leur histoire mouvementée. Comme la réalité n'est pas à la hauteur de leurs fantasmes, ils deviennent frustrés et se réfugient dans le délire,. Il s'agit d'une décompensation psychotique de leur constat. 
Il existe trois principaux types de patients atteints du syndrome de Jérusalem, : 
- Type I : Le syndrome de Jérusalem est superposé à une maladie psychotique antérieure, avec soit une identification psychotique à des personnages bibliques, soit à une idée, soit des « idées magiques » concernant le lien entre la santé et les lieux saints, soit des problèmes familiaux aboutissant à une psychose à Jérusalem.
- Type II : Le syndrome de Jérusalem est superposé et compliqué par des idéations idiosyncratiques d'individus appartenant à un groupe religieux ou des personnes isolées. C'est le groupe le plus important.
- Type III : Le syndrome de Jérusalem atteint des individus sans psychopathologie antérieure et sous une forme discrète qui peut être décrite comme « la forme pure » du syndrome. C'est le groupe le moins important.

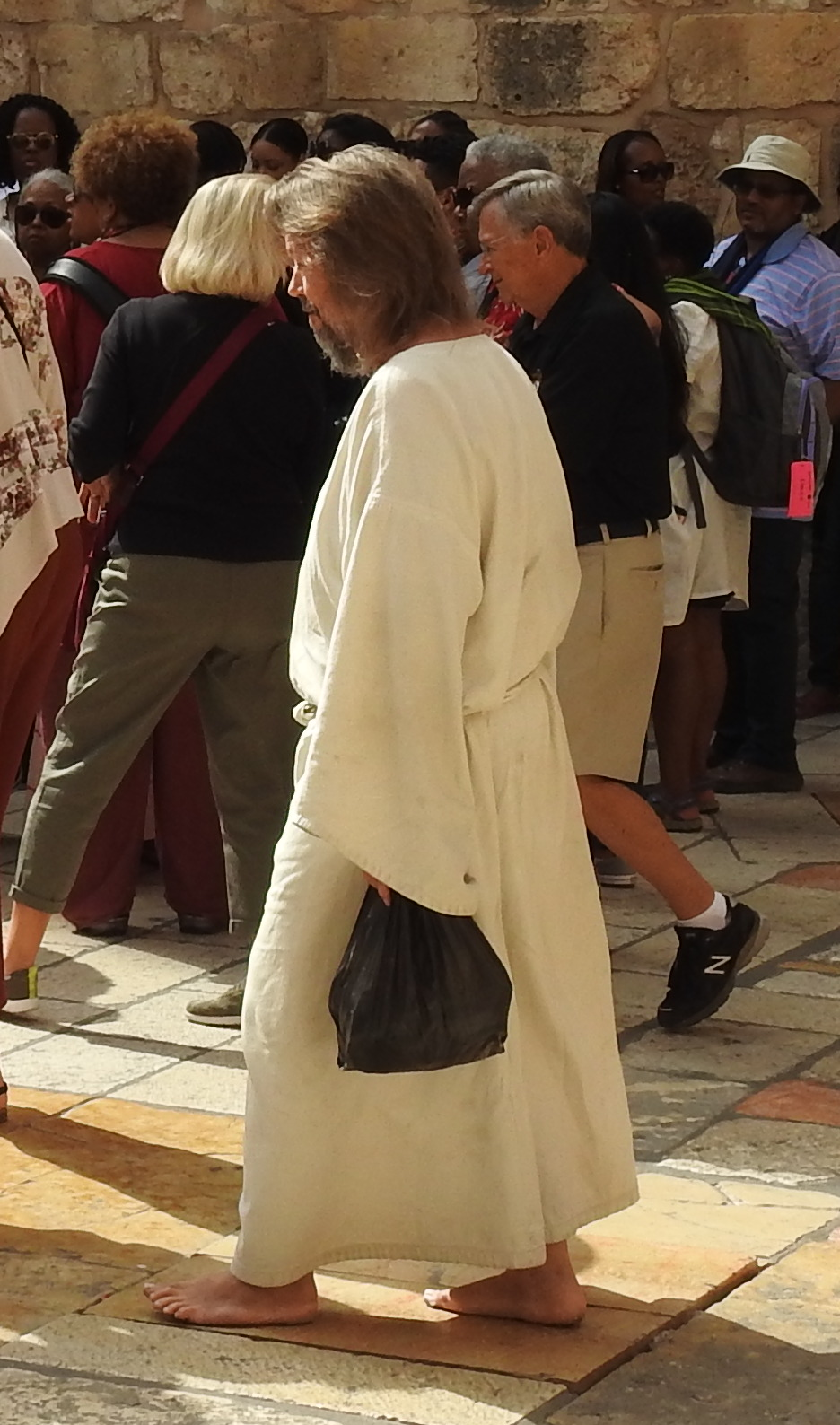
Homme aux pieds nus atteint du syndrome de Jérusalem (2018)

Jérusalem étant la ville de trois religions (judaïsme, christianisme et islam), certaines personnes se prennent ainsi elles-mêmes pour des prophètes, des personnages bibliques ou des divinités. Le « complexe du Messie » peut également se manifester chez une personne religieuse qui croit être un « sauveur » après une visite à Jérusalem,.
Dans le syndrome de Jérusalem, les touristes juifs s'identifient généralement aux personnages de la Torah et les touristes chrétiens aux personnages du Nouveau Testament. D'autres personnes « s'identifient fortement à une idée (généralement de nature religieuse, parfois de nature politique) et arrivent à Jérusalem pour agir sur cette idée ». D'autres encore développent « des « pensées magiques » concernant la maladie et les possibilités de santé et de guérison liées à Jérusalem », comme fut le cas de l'écrivain Gogol, en 1848,. 
1 200 personnes auraient ressenti ce syndrome (types I, II, III), à des degrés divers, entre 1980 et 1993,. Chaque année, une centaine de touristes en souffrent dont une cinquantaine doit être hospitalisée à l'(en)hôpital psychiatrique de Kfar Shaul à Jérusalem,,. La plupart d'entre eux n'ont aucun antécédent psychiatrique.
Les cas sont le plus souvent enregistrés aux abords des grandes fêtes religieuses (Noël, Pâques, Pessah, etc.), et durant les mois chauds de juillet et août. 
À l'approche de l'an 2000, la fréquence de ce syndrome avait suscité une inquiétude particulière de la police et des milieux médicaux israéliens face à une recrudescence d'illuminations et de pathologies hallucinatoires « en prévision d'événements miraculeux » (par des candidats de types I et II), qui s'est toutefois révélée quelque peu exagérée : le nombre de cas déclarés ne fut pas bien supérieur à celui enregistré dans les années « habituelles ».

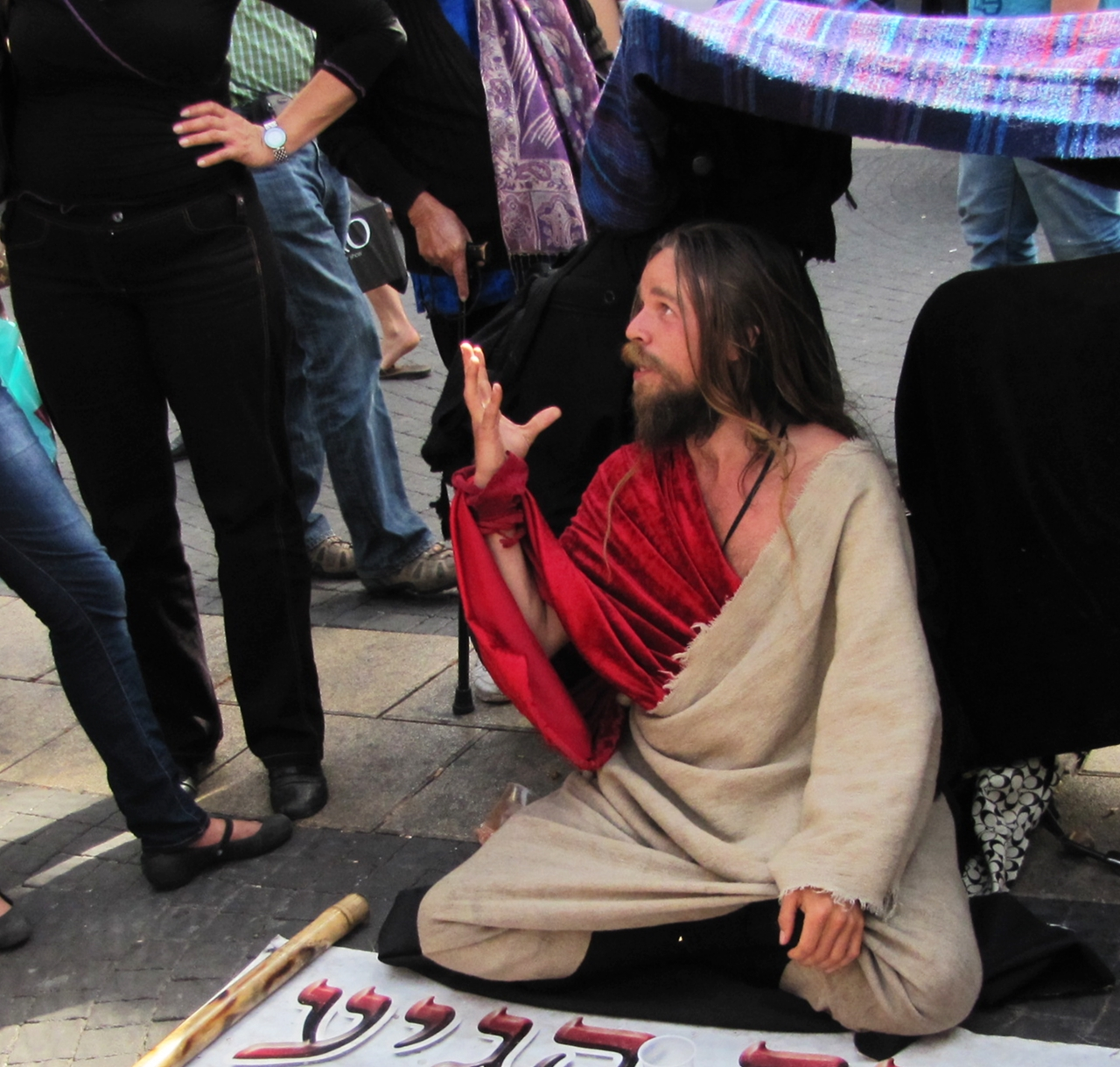
Homme expliquant qu'il est le messie (Tel Aviv, 2010)

En ce qui concerne la composition confessionnelle des victimes de ce syndrome, tous types (I, II, III) confondus, 66 % étaient de confession juive, 33 % chrétiens (pour la plupart protestants et particulièrement pentecôtistes de régions rurales des États-Unis et de Scandinavie,) et le 1 % restant sans religion, sur les 470 personnes hospitalisées à Kfar Shaul entre 1980 et 1993. Cette pathologie ne touche d'ailleurs pas que les seuls touristes et pèlerins, mais aussi des Hiérosolymitains,,. Les patients relevant du syndrome de type III sont très majoritairement protestants issus de familles « ultra-religieuses » ; Bar-El explique cette appartenance par le fait que « les protestants dirigent leurs prières vers un Être insondable, tandis que les catholiques ont l'intervention d'un prêtre, intermédiaire tangible » et que Jésus est « la figure religieuse primordiale dans la croyance protestante, alors que les catholiques ont aussi la Vierge Marie et de nombreux saints auxquels s'identifier »,. 

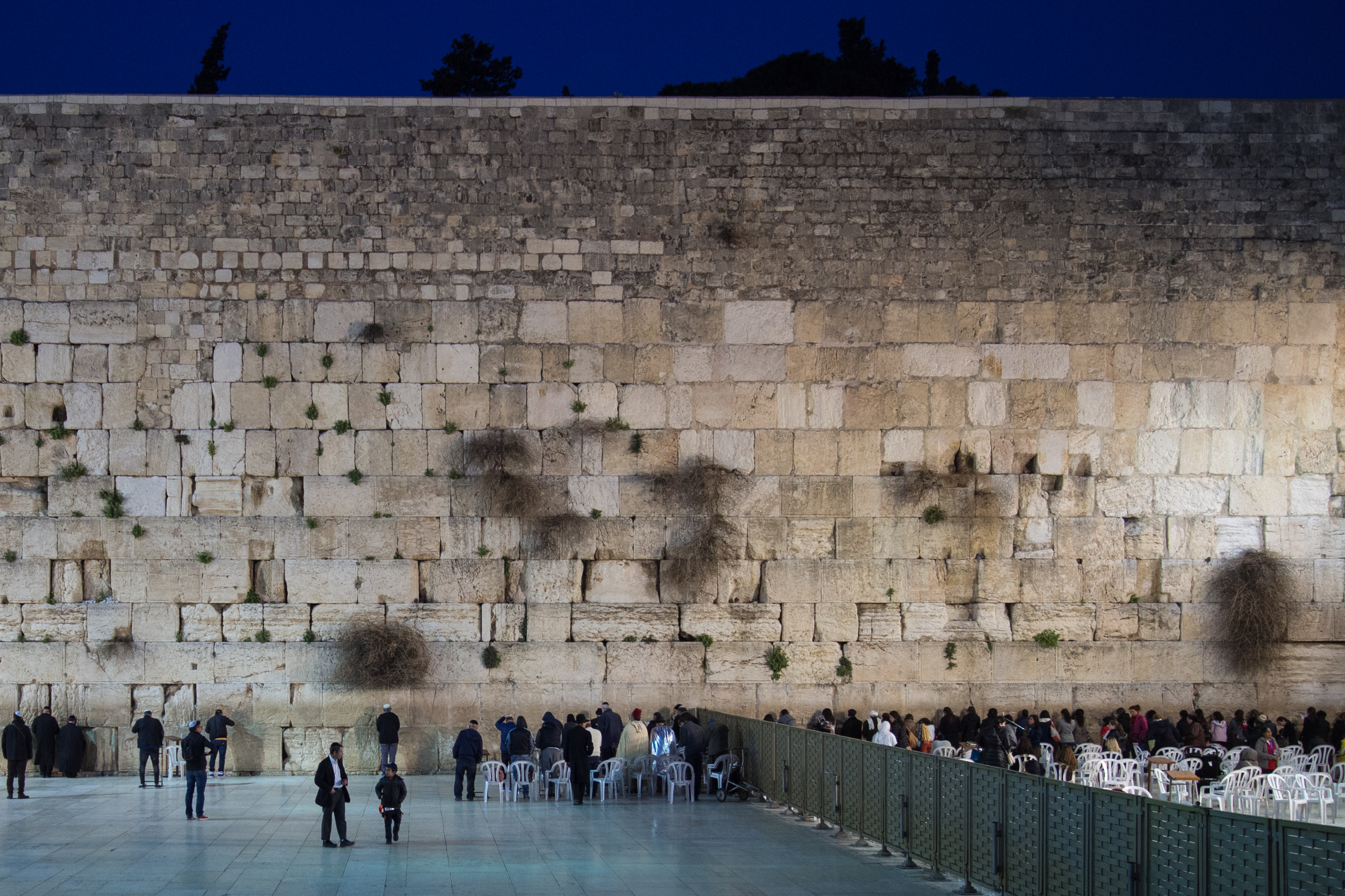
Le Mur occidental la nuit

De jeunes juifs vont vers les yeshivas qui les refusent ou les expulsent plus tard quand leur dérangement psychiatrique est découvert ; ils se tournent alors vers Jérusalem. Les victimes juives du syndrome de Jérusalem recherchent souvent l'atmosphère particulière de la Vieille ville ou du mur des Lamentations (Kotel) après minuit et « chacun y développe sa propre manière d'exprimer cette inexplicable ivresse de sainteté » : prières tonitruantes, récitation de psaumes, bénédictions des passants, sentinelle silencieuse, nettoyage des dalles du parvis du mur... 
Pour toutes les confessions, les principaux symptômes ressentis de la clinique III sont les suivants : anxiété et stress, désir d'isolement, obsession de se purifier le corps (ablutions systématiques, taille des ongles), confection de toges à partir de draps, déclamation de passages de la Bible et chants sacrés, proclamation de sermons, hallucinations, etc. Certains patients peuvent aller jusqu'à s'automutiler,.
Majoritairement, durant leur épisode psychotique, les victimes du syndrome de Jérusalem n'oublient pas leur identité et savent d'où elles viennent.
Suivant le type clinique (I, II ou III), les épisodes sont temporaires (pour les touristes) ou permanents (pour les résidents) et la guérison intervient avec un traitement - ou sans - mais généralement après l'éloignement physique du patient de Jérusalem ou des lieux saints, et son retour auprès des siens. « La psychothérapie d'intervention de crise joue un rôle important dans le processus de rétablissement »,.

### Dans les arts
Un film israélien homonyme de 2008, avec Lionel Abelanski et Dan Herzberg, traite de ce syndrome.
La Plus Grande Histoire jamais ratée, 16e épisode de la saison 21 de la série télévisée Les Simpson, diffusée en 2010, évoque largement le sujet : Homer Simpson, entre autres personnages, étant atteint du syndrome.

## Syndrome de Paris

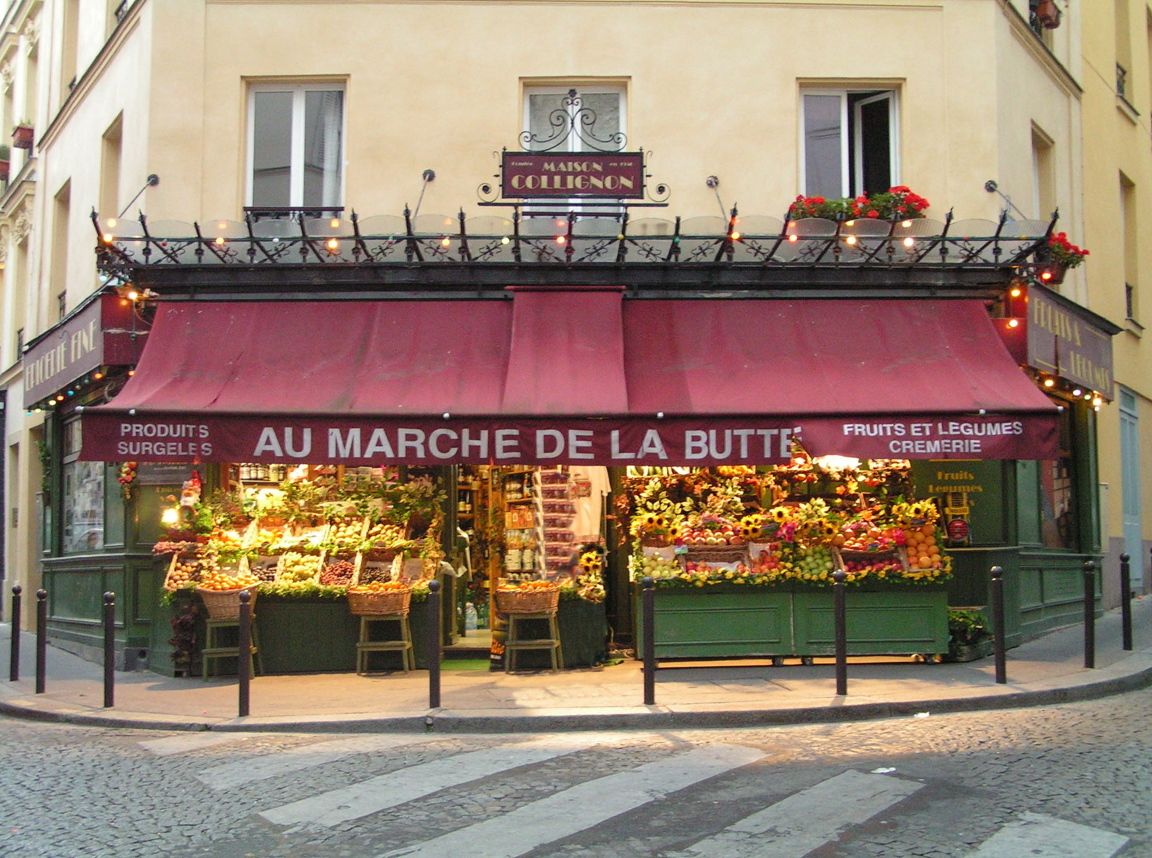
Lieu parisien où se confondent réalité et fiction pour le voyageur.

Le syndrome de Paris (パリ症候群, Pari shōkōgun) rejoint celui de Jérusalem (voir supra) ; il toucherait plus particulièrement les touristes japonais qui, ayant une vision idéalisée de la ville — le Montparnasse des Années folles ou le Paris d’Amélie Poulain — sont très déçus par la réalité et déstabilisés par le fossé culturel existant entre la France et le Japon,.

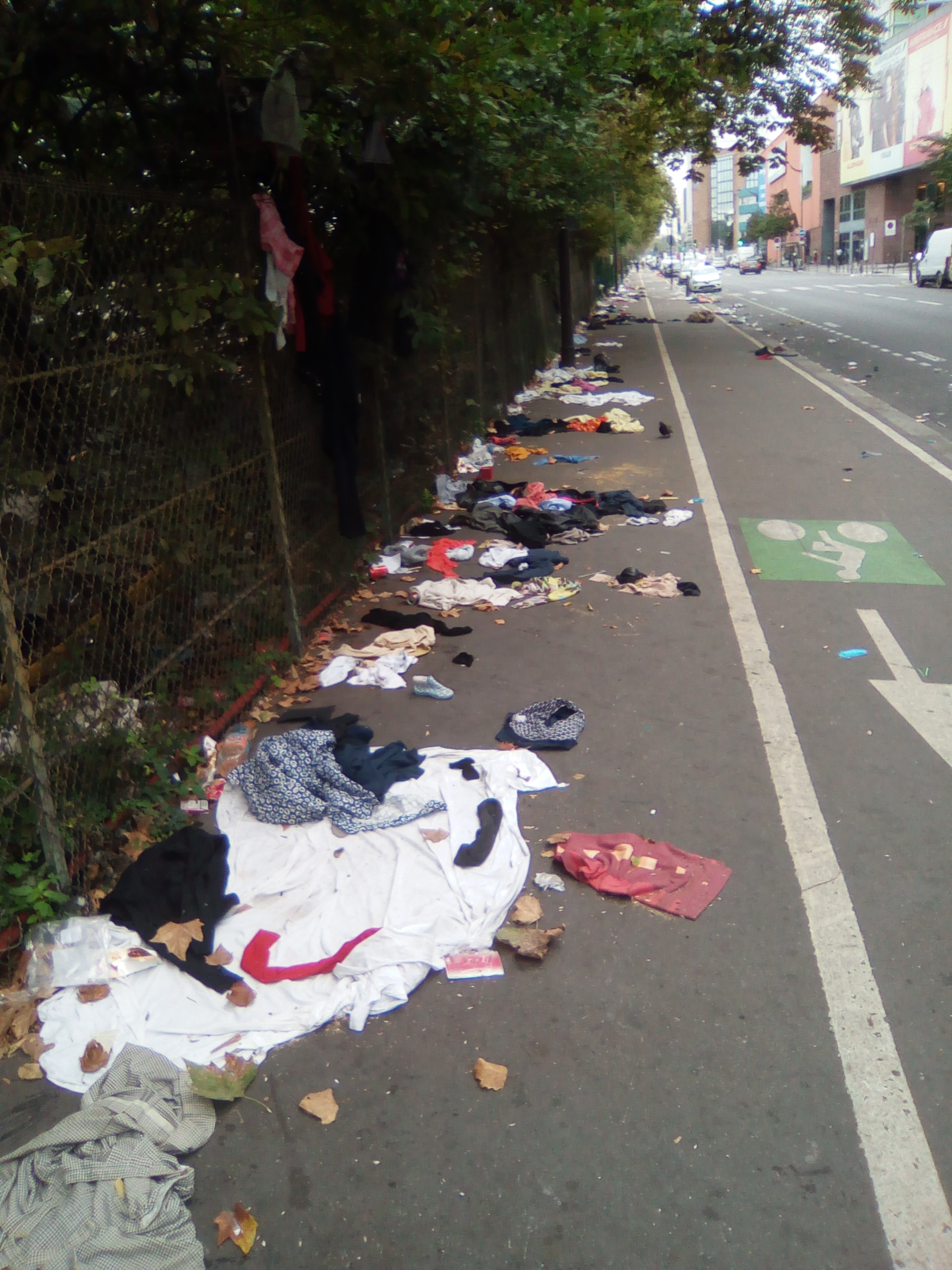
Détritus avenue Léon-Gaumont (Paris XXe) au lendemain d'un marché aux puces (2017).

Le terme « syndrome de Paris » se trouve dans un ouvrage paru en 1991 et écrit par le Docteur Hiroaki Ōta (太田 博昭), psychiatre du centre hospitalier Sainte-Anne à Paris. Il y analysait le trop fort décalage entre l’image que se font les Japonais de la France et la réalité. Les magazines japonais consacrés à Paris idéaliseraient la capitale française, la ville lumière, ville du romantisme, alors qu'elle est beaucoup plus sale et désordonnée que les villes japonaises. Le docteur Ōta est le premier à avoir ouvert une consultation spécialisée pour les Japonais, et cela depuis 1989.
Le comportement et le langage démonstratifs des Français sont parmi les éléments les plus insupportables aux yeux des Japonais. Exprimer ouvertement son point de vue, interrompre son interlocuteur, être en désaccord et le faire savoir sont des attitudes contraires à l’éthique japonaise. Les femmes sont les plus touchées et supportent mal l’attitude trop « latine », trop entreprenante de certains Français. Le syndrome peut aller dans de rares cas jusqu’à l’hospitalisation et le rapatriement.

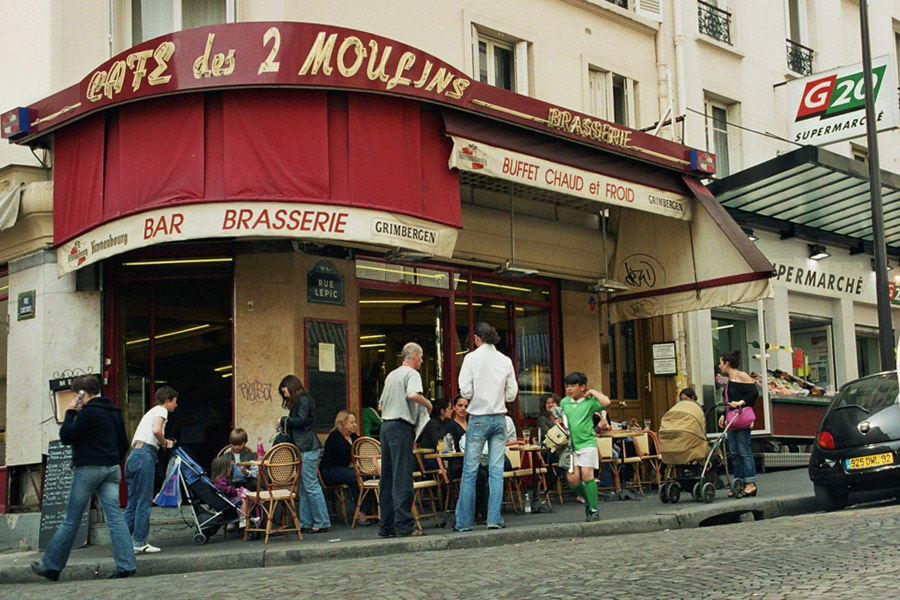
Café des 2 Moulins à Montmartre, représenté dans le film Le fabuleux destin d'Amélie Poulain, attirant toujours les touristes.

De 1988 à 2004, 63 patients ont été hospitalisés dans le service du docteur Ōta : 29 hommes et 34 femmes, la moitié entre 20 et 30 ans. Après un traitement d'une durée moyenne de deux semaines, tous ont été rapatriés, de préférence avec un membre de leur famille. Sur ces 63 patients, 48 présentaient des troubles schizophréniques ou psychotiques, 15 présentaient des troubles de l'humeur.
Eriko Thibierge-Nasu, psychanalyste  explique que « la revendication et la subjectivité sont vécues comme des agressions par les Japonais. Extérioriser un avis, dire ouvertement « je ne suis pas d’accord », c’est quelque chose qu’ils ne comprennent pas ».
Philippe Adam, auteur du Syndrome de Paris, affirme qu’on « rend assez mal aux Japonais l’affection qu’ils portent pour la France ». Sa nouvelle a fait l’objet d’une adaptation au cinéma par la réalisatrice japonaise Saé Shimaï (島井 佐枝, Shimai Sae) en 2008.
À l'été 2011, vingt personnes auraient été concernées par ce syndrome, la plupart japonaises ; six ont dû être rapatriées.

## Syndrome de l'Inde
Ce syndrome a été observé par le psychiatre Régis Airault, en poste à l'ambassade de France en Inde, chez des touristes occidentaux se rendant en Inde, pays dans lequel leurs repères n’ont plus cours. La foule, le bruit, les odeurs, la pauvreté, les excès du climat (mousson, crue du Gange, chaleur…), la différence des cultures, l’omniprésence de la mort et du mysticisme provoquent, dans le meilleur des cas, une folle envie de fuir, mais peuvent également engendrer un vacillement de la personnalité parfois accompagné de troubles psychiatriques importants, notamment un sentiment océanique. Normalement, ces symptômes cessent lorsque les personnes touchées rentrent chez elles.
Il a été rapporté que les Français métropolitains pouvaient en être atteints à Mayotte.

## Autres
« Les manifestations hystériques ou psychotiques liées aux lieux - comme celles qui apparaissent à La Mecque, les lieux saints en Inde, les lieux saints chrétiens où la Vierge Marie est vénérée et les rassemblements évangéliques - peuvent très bien ressembler » au syndrome de Jérusalem.